# Nils August Svensson
Nils August Svensson, N.A. Svensson, född 22 maj 1879 i Sköns församling, Västernorrlands län, död 26 juni 1974 i Göteborg, var en svensk väg- och vattenbyggnadsingenjör och företagsledare.
Svensson avlade mogenhetsexamen i Sundsvall 1899, studerade vid Kungliga Tekniska högskolan 1900-1904, genomgick militärkurs för inträde i Väg- och vattenbyggnadskåren 1904 och avlade reservofficersexamen 1905. Han blev underlöjtnant i Fortifikationens reserv 1905, löjtnant 1911, erhöll avsked 1912, blev löjtnant i Väg- och vattenbyggnadskåren 1911, kapten 1918 och major 1936. Han var biträdande ingenjör i östra väg- och vattenbyggnadsdistriktet 1905–1908, anställd vid Göteborgs hamnstyrelse 1908–1912, assistent i brobyggnadskonstruktion vid Chalmers tekniska läroanstalt 1908, speciallärare i betongkonstruktion vid Chalmers tekniska institut från 1915 och i byggnadsteknik 1918–1937 och tillförordnad professor i samma ämne 1937–1939. Han var medarbetare och delägare i Betong AB Vestra Sverige i Göteborg från 1912, blev teknisk chef 1913 och verkställande direktör 1944.
Svensson konstruerade bland annat grund och överbyggnad för Telegrafverkets understation och ombyggnad av huvudstationen i Göteborg, Göteborgs stads frilagerbyggnad, Lillhagens sjukhus samt ett flertal industribyggnader och affärshus, vattentorn och dammbyggnader av armerad betong, kulvertanläggningar, filter, reservoarer och samtliga broar på järnvägslinjen Ulricehamn–Jönköping. Han var ordförande i Tekniska samfundets avdelning för väg- och vattenbyggnad 1934–1935 och ledamot av byggnadsnämnden 1935–1946.